# Melanopula
Melanopula is een geslacht van hooiwagens uit de familie Sclerosomatidae.
De wetenschappelijke naam Melanopula is voor het eerst geldig gepubliceerd door Roewer in 1929. 

## Soorten
Melanopula omvat de volgende 5 soorten:
- Melanopula biceps
- Melanopula cambodiana
- Melanopula crassipes
- Melanopula crassitarsis
- Melanopula shanensis